# David S. Goyer
David Samuel Goyer (22 de diciembre de 1966) es un guionista estadounidense que ha escrito guiones de cómics como la Sociedad de la Justicia de América así como ha participado como director y guionista. Estudió junto a su hermano en la Escuela Hebrea (Ann Arbor Hebrew School) de dicha localidad.
Es conocido por escribir el guion de las películas de la trilogía "Blade", además de dirigir la tercera entrega de la saga.
Coescribió, junto a Alex Proyas y Lem Dobbs el guion de la película de ciencia ficción de 1998, Dark City.
Junto con Christopher Nolan y Jonathan Nolan escribió Batman Begins (2005), The Dark Knight (2008) y The Dark Knight Rises (2012). También escribió y dirigió en 2009 la cinta The Unborn. Es el guionista, a su vez, de la película El hombre de acero, de Zack Snyder.
Hizo con Simon Kinberg y Jim Uhls el guion de Jumper (2008)
Trabajó junto con Trent Reznor en el desarrollo de la historia de Call of Duty: Black Ops 2. También escribió la primera temporada de la serie Da Vinci's Demons.
Goyer es coescritor de la sexta película de la saga de ciencia ficción, y producida por James Cameron, Terminator: Dark Fate (Tim Miller, 2019).

## Filmografía

### Escritor

#### Películas
- Death Warrant (1990)
- The Puppet Masters (1994)
- The Crow: City of Angels (1996)
- Dark City (1998)
- Blade (1998)
- Zig Zag (2002)
- Blade II (2002)
- Blade: Trinity (2004)
- Puppet Master vs Demonic Toys (2004)
- Batman Begins (2005)
- Jumper (2008)
- The Dark Knight (2008)
- The Unborn (2009)
- Ghost Rider: Espíritu de Venganza (2012)
- The Dark Knight Rises (2012)
- El hombre de acero (2013)
- The Invisible Man (2013)
- Godzilla (2014)
- Batman v Superman: Dawn of Justice (2016)
- Terminator: Dark Fate (2019)[2]
- The Tomorrow War (2021)
- Hellraiser (2022)[3]

### Director
- Zig Zag (2002)
- Blade: Trinity (2004)
- Threshold (2005)
- The Invisible (2007)
- The Unborn (2009)
- FlashForward pilot "No More Good Days"  (2009)

### Productor
- Kickboxer 2: The Road Back (1991)
- Sleepwalkers (1997–1998)
- Misión a Marte (2000)
- Blade II (2002)
- Threshold (2005)
- Blade: The Series (2006)
- Ghost Rider (2007)
- FlashForward (2009)
- Ghost Rider: Espíritu de Venganza (2012)
- Da Vinci's Demons (2012)
- The Forest (2016)
- Assassination Nation (2018)
- The Night House (2020)

#### Televisión
- Sleepwalkers
- Nick Fury: Agent of Shield (1998)
- FreakyLinks (2000)
- Threshold(2005)
- Blade: The Series (2006)
- FlashForward (2009-2010)
- Da Vinci's Demons (2013)
- Foundation (2021)
- Sandman (2023)

#### Videojuegos
- Call of Duty: Black Ops (2010)
- Call of Duty: Black Ops II (2012)
- Call of Duty: Black Ops Cold War(2020)

#### Novelas
- Heaven's Shadow (2011)
- Heaven's War (2012)
- Heaven's Fall (2013)